# Yavlak Arslan
Muzaffer al-Din Yavlak Arslan fou el tercer bey dels Çoban-oğlu. Conegut pel nom de Yavlak Arslan i en Seljúcida com a Melik Muzaffer al-Din.

## Regnat

### Primers anys
Yavlak Arslan fou escollit per a continuar amb la política de lleialtat a l'Ilkhanat del seu pare. Els primers anys foren bastant tranquils. Tenia la tasca de protegir les regions limítrofes amb Bizanci en el nord-oest d'Anatòlia pertanyent al beilicat de Çobanoğulları.
Malgrat la nissaga dels Çobanoğlu, van viure pacíficament una llarga temporada, en altres llocs d'Anatòlia no succeïa això. Anatòlia era en un estat de confusió degut a canvis en el tron i regnava el caos a l'Il-kanat mongol.

### La rebel·lió de Kılıij Arslan i la mort de Yavlak Arslan
En 1292, el dirigent de l'Ilkhanat, Arghun Khan, va morir i fou succeït pel seu germà Gaykhatu. Van començar a haver-hi aldarulls entre els turcs d'Anatòlia. En veure l'oportunitat, el germà del Soldà Seljúcida Mesud II, Kilij Arslan IV, es va revoltar en contra el seu germà.
Quan Gaykhatu va arribar a Anatòlia amb el seu exèrcit, Kilidj Arslan es va mudar a la capital de Yavlak Arslan, Kastamonu, i des d'allà va organitzar als turcomans.
El papel que va prendre Muzaffer al-Din Yavlak Arslan en aquesta rebel·lió és confús. Malgrat que ell va escriure que s'oposava a Mesud i Kilidj Arslan, va organitzar als turcomans a Kastamonu. En canvi, altres fonts descriuen que Muzaffereddin Yavlak Arslan es va oposar a Kılıj Arslan i fou assassinat per ell.
Finalment, la regió se'n va entregar al comandant seljúcida Shams al-Din Yaman Jandar, els seus descendents varen fundar el beilicat de Candar a la mateixa regió.
La seva tomba es creu que està a Unşköprü o a Kastamonu.